# IZUMO
《IZUMO》是日本Studio e.go!公司的角色扮演類型成人遊戲，於2001年12月21日發售CD-ROM版，2002年2月22日發售DVD-ROM版。該遊戲後來移植到Dreamcast及PlayStation 2上。後來改編為共6集的同名成人動畫，由Milky負責製作發售。Studio e.go!於2004年7月30日發售續作《IZUMO2》的DVD-ROM版附送前作的完全版，內容主要是新增劇情和CG。「IZUMO」的名稱由於日本古代地名出雲國。

## 故事內容
遊戲中的主角塔馬光每晚都會做夢，在夢中一名女子稱他為救世主，希望他拯救她所指的國度。他在學校一地下室內找到一面鏡子後，隨即出現地震，主角一干人等被帶到古代的日本，故事隨即展開。

## 角色介紹

### 主要角色
塔馬光（塔馬ヒカル　聲：折葉大作）
本作的男主角，自幼失去雙親，由祖父塔馬六介收養，因為自小接受祖父的訓練因此擅長居合道，在出雲學園雖然參加劍道部卻是個幽靈部員，個性正直溫柔卻也略為輕浮好色。
水瀨七海（聲：春野日和）
弓道部的部員，小主角一屆的學妹，有著縣大會準優勝的實力，是社團所期待的明日之星，由於個性謙虛溫和因此在學園裡很受歡迎，才色兼備的她唯一的弱點則是體重問題。
身為孤兒所以曾有不愉快的童年，直到與塔馬兄妹相遇後才敞開心房，自幼時開始三個人之間的關係就有如家人般親密。
橘綾香（聲：海原エレナ）
與塔馬光等人自幼相識，是個可靠的大姐姐同時也是個天然呆，受到六介的請託而擔任出雲學園的化學老師和保健室老師，身為醫護人員卻很怕看見血。
倉島渚（聲：永瀬江美弥）
倉島財閥的大小姐和塔馬光的同班同學，與塔馬光為自小認識的孽緣，因為使用西洋劍而對使用日本刀的塔馬光抱持著競爭心理，兩人平日就常常以午餐為賭注在校園內一決勝負。
在烹飪方面的技術差到被評為「殺人料理」，演奏鋼琴的技藝則是好得令人驚嘆。
天照（アマテラス　聲：飯田空）
根之國（ネノクニ）的巫女，「紡夢之力」的繼承人，塔馬光所夢見的女子，廚藝相當優秀。自小接受戰巫女的訓練，為了貫徹巫女的使命而擁有很強的責任感。
與塔馬光一行人相遇後，在多場戰鬥與日常生活當中逐漸產生變化，讓她從純粹的戰巫女變得擁有普通女孩子的一面，官方結局中最後與塔馬光修成正果，兩人的女兒則在續作《IZUMO2》中登場。
塔馬美由紀（聲：桃月らみあ）
光的妹妹，嫉妒心相當強的兄控，與光並沒有真正的血緣關係，知道這件事的只有她與六介而已。相較於光所學習的居合道，她從祖父身上則是習得以空手戰鬥為主的古武術。
很喜歡唱卡拉OK卻是重度音痴，由於家中牆壁很薄的關係因此光每晚深受其害，在學園放送室裡唱「Promist Land」這首歌時則引發麥克風故障、窗戶玻璃裂開、外頭飛過的鳥兒不支墜落等等災害。
在一行人落入根之國時單獨與其他人分開而失蹤，直到天照施行「返魂儀式」，準備將一行人送回原本世界時，突然與須佐之男一同出現在眾人面前。

### 其他角色
坂下留美（聲：飯田空）
美由紀的同學，某次到塔馬家玩的時候對光一見鍾情，進而拜託美由紀代送情書，最後卻造成兩人大吵一架友情決裂。
在選擇美由紀的路線中兩人最終會重修舊好，其他路線則未知。
塔馬六介（聲：山原水鶏）
光和美由紀的祖父，擔任出雲學園的理事長和劍道部的顧問。真實身分是伊邪那岐。
桐山千夏（聲：未公開）
七海以前的朋友，因為不堪被同學欺負而自殺身亡。這件事件也讓七海一直在意著。由於對現世的憎恨而遭到覺所利用，化身為怨靈出現在一行人面前。
在選擇七海的路線中，七海為了紀念摯友而將自己第一個孩子的名字取名為千夏。
須佐之男（スサノオ　聲：金山業）
率領惡靈的將軍，黄泉大神的兒子，對自己具有相當的自信，為了母親而戰並以強大的劍技打敗了許多的敵人。
在保護落入根之國的美由紀時對她產生好感，然而因為美由紀心繫塔馬光，因此他對光產生了競爭意識，決定要將她從光手中搶過來。
原本與光等人敵對，但在八歧大蛇抓走美由紀時雙方曾短暫合作。
月讀命（ツクヨミ　聲：飯田空）
率領惡靈的女性，地位與須佐之男同等，與天照擁有相同的外貌，曾經假扮成天照企圖造成光一行人之間的嫌隙。
真實身分為天照的雙胞胎姐姐，因為古老習俗的關係被視為不吉祥的存在而被拋棄，被黃泉大神收留後為了對人類復仇而加入了惡靈軍。
與主角等人的戰鬥後身亡，在惡靈化前與光締結契約而精靈化。
覺（サトリ　聲：未公開）
月讀命的部下，有讀取內心的能力，服裝不知為何帶著現代感。
伊邪那美（イザナミ　聲：彩世ゆう）
光的母親，塔馬六介（伊邪那岐）的妻子。
過去曾遭到狼子野心的神官背叛，最終與伊邪那岐分隔在兩個不同的世界（根之國與葦原之國），與四名繼承了「紡夢之力」的神官共同維持著世界的輪迴之理。
黄泉大神（ヨモツオオカミ　聲：彩世ゆう）
伊邪那美的另一個人格，須佐之男的母親。
與丈夫分開後2000年，伊邪那美長久累積的負面情緒產生了另一個人格「黄泉大神」，統率著惡靈勢力，宛如破壞神般的存在。
為了消滅黄泉大神，伊邪那美運用自己的紡夢之力喚起了最後的奇蹟，讓繼承了丈夫勇氣與自身溫柔的孩子誕生，並將他送到自己丈夫所在的世界。

### 守護精靈
楓（聲：金田めい）
蜘蛛精靈。
本來是普通的小蜘蛛，後來被須佐之男轉化成女郎蜘蛛，被光打敗後經由契約成為了光所持有的精靈，但對創造自己的須佐之男仍然抱持著感情。
桃花（聲：未公開）
桃樹精靈。
個性有禮進退合宜，在官方介紹中被譽為精靈之中最為可愛的少女。
青龍（聲：羽音摩美）
四聖獸之一，守護東方的青龍化身。
身著藍色的中國旗袍，四聖獸中最為沉穩以及最有常識的人。
玄武（聲：森野花梨）
四聖獸之一，守護北方的玄武化身。
由於對葦原之國的文化感興趣而獨自展開調查，因此服裝看起來有著現代感，個性上相當強勢。
白虎（聲：海原エレナ）
四聖獸之一，守護西方的白虎化身。
與其他聖獸相比外表看起來像是較為年幼的少年，平常沒有很明顯的感情起伏，有著老虎般的耳朵與尾巴。
朱雀（聲：桃月らみあ）
四聖獸之一，守護南方的朱雀化身。
雖然是四聖獸的領袖卻有著搞笑的個性，像是在召集同伴時會吟唱完全沒必要的魔法少女風格咒文等等。
月讀（聲：飯田空）
月讀命被光等人打敗後，透過契約而成為精靈。
玉藻（聲：春野日和）
狐狸精靈。本作的隱藏角色。
主角等人年幼時曾在附近的森林中見過的幼狐精靈化後的模樣，對光一行人抱持著好感也曾一起玩耍過，唯獨討厭七海，理由是尾巴曾經被她誤踩過。

## 工作人員
- 企劃/監督：有原昌顕[4]
- 原畫：山本和枝
- 劇本：高橋直樹、寺岡健治
- 音樂：ぴょんも、安斎ゆう子

## 主題曲
OP「Promised Land」
作詞：CANDY　作曲：ぴょんも　歌：CANDY

## OVA

### 片尾曲
ED「Promised Land」
作詞：CANDY　作曲：ぴょんも　歌：CANDY

### 配音人員
- 塔馬ヒカル：蟹澤秀光
- 塔馬美由紀：神村ひな
- 水瀬七海：山本直子
- 倉島渚：アカネ
- 橘綾香：小暮智美
- アマテラス：沢木ありさ
- 楓：朝宮咲
- スサノオ：石川大介
- サトリ：中村悠一
- 桐山千夏：森野花梨

### 工作人員
- 原作：Studioe・go!
- 製片人：八神和彦
- 製片人：渡来猛人
- 劇本：むとうやすゆき
- 分鏡：矢越守
- 演出：いとがしんたろう
- 角色設定：よし天
- 總作監：よし天
- 作畫監督：安藤広重
- 美術：伊藤和宏
- 色彩設定：小林弘美
- 色指定：小林弘美
- 撮影：デジタルギヤ
- 編集：MIYA
- 制作進行：生形朋経
- 動畫制作：スタジオジャム
- 企画協力：イメージハウス
- 製作：「IZUMO」アニメ製作委員会
- 發售：「IZUMO」アニメ製作委員会
- 販賣：milky

### 發售日
- 第一卷 「藍の勾玉」 發售日：2003年1月25日
- 第二卷「朱の殉情」 發售日：2003年5月25日
- 第三卷「琥珀の追憶」發售日：2003年8月25日
- 卷四卷「翡翠の誘惑」發售日：2004年7月25日
- 卷五卷「緋色の邂逅」發售日：2004年10月25日
- IZUMO THE BEST 發售日：2005年1月25日

## 相關商品
CD
- IZUMO 1&2 オリジナルサウンドトラック

發行：Studio e・go!　發售日：2004年7月30日
書籍
- IZUMO complete ビジュアルガイドブック

出版社：JIVE　發售日：2005年3月15日　ISBN 9784861761188
- History of IZUMO ワールドガイドブック

出版社：笠倉出版社　發售日：2006年4月25日　ISBN 9784773003161

## 外部連結
- Studio e.go!取自網際網路檔案館（日語）
- Studio e･go!（页面存档备份，存于）（日語）
- GN Software遊戲官網取自網際網路檔案館（日語）
- IZUMO系列人物對照日本眾神 -神名事典（页面存档备份，存于）
- IZUMO系列對照古事記之段落概要（页面存档备份，存于）